# Аахенська марка
Аахенська марка (нім. Aachen Marck) — розрахункова, а згодом грошова одиниця міста Аахена, яка карбувалася з 1615 по 1754 роки. У 1920—1923 роках під час гіперінфляції в Аахені виготовлялися металеві та паперові марки-нотгельди. У 2000 році у ФРН викарбували ювілейну монету з нагоди 1200-річчя завершення будівництва Карлом Великим Аахенського палацу.

## Історія

Аахен, грош, 1402 року, король Франції Карл VI Божевільний, Перші датовані випуски в Європі

25 грудня 800 року в Римі папа Лев III коронував франкського короля Карла Великого на імператора Священної Римської імперії. Наприкінці VIII — початку IX Карл створив у вільному імперському місті Аахені резиденцією римських імператорів, яких тут коронували довгий час до XVI століття. У 1531 році коронували останнього імператора Священної Римської імперії Карла V. У 1166 році у фортеці міста було засновано імперський монетний двір. Починаючи з XIII і до кінця XVIII століть карбувалися власні монети, а за одиницю визначення ваги слугувала кельнська марка.
Перші монети для Аахена почали карбуватися за часів правління короля Франції Людовика IX (1226—1270) у місті Тур і мали назву турнський грош (фр. Tournose, Tournosegroschen). Ці монети швидко поширювалися, оскільки задовольняли торговельні потреби. Серед населення ця монета мала більш звичну назву — шилінг, або солід. Солід ділився на 20 денаріїв, які отримали назву торнезіпарві, або торнезінігрі (нім. Turonenses Parvi, Turonenses Nigri) через червонуватий відтінок низькопробного срібла. Монети кращої якості називали альбусами (нім. Albus). Назву торнезі також використовували й сусідні європейські держави. Типовий аверс на всіх срібних аахенських монетах: бюст святого, або регента Аахену. Внизу карбувався герб міста на щиті. На реверсі монет, на початку Нового часу зображався великий хрест, згодом герб Аахену, або позначання номіналу. За часів імператора Священної Римської імперії Людовика IV (1328—1347) карбувалися монети з назвою стерлінги. Ці монети повністю наслідували англійські монети часів короля Едуарда I (1272—1307). Починаючи від 1373 року в обігу з'являються юнхайтгроші (нім. Juncheitsgroschen). В Центральній та Західній Європі на цих монетах вперше карбувався рік виготовлення. У XIII—XV століттях, окрім перелічених монет, в обігу були пфеніги. В 1420 році в обігу з'явився галер. На перших галерах не карбувалося значення номіналу. На початку карбування монети виготовлялися з низькопробного срібла, а з 1573 року з міді. У 50-х роках XVIII століття новим штемпелем на деномінованих галерах карбувалося нове значення монети. Наприклад, знецінені 4 галери перекарбовувалися в 12 галерів. З 1790 року, під час французької окупації, Аахенський монетний двір втратив право на карбування власних монет, але галери продовжували карбуватися підпільно до 1797 року. У 1568 році в обіг був уведений талер, який відповідав за дизайном та вмістом щирого срібла до європейського стандарту того часу. Карбувалися монети ¼, ½, 1 та 2 талери (названий дупельталером, або подвійним талером (нім. Doppeltaler)). У 1644 році було відкарбовано останній срібний талер. Для торгових операцій широко почали використовуватися золоті гульдени вагою 3,5 грами та з вмістом щирого золота 986 проби. В 1640 році золотий торговий гульден замінився на дукат з тим самим вмістом золота, та пробою.

## Марка
Починаючи з XVI століття у Вільному імперському місті Аахен марка, на початку карбування монет, використовувалася здебільшого як розрахункова одиниця. У 1615 році були викарбувані перші 1 та 2 марки за часів правління імператора Священної Римської імперії Матвія. В різні часи карбувалися монети номіналами в 1, 2, 3, 4 та 6 марок. У середині XVIII століття марка втратила своє значення через низький вміст срібла в монетах. Останні марки карбувалися в 1754 році під час правління Франца І. У 1790 році під час французької окупації Аахен втратив свій статус вільного міста.
| Аахенська марка (Період карбування — 1615—1754 роки). |       |        |                         |                                 |
| Номінали в марках, які карбувалися                    | Аверс | Реверс | Регент, король          | Роки карбування                 |
| 1 марка                                               |       |        | Матвій 1612–1619        | 1615, 1616                      |
| 2 марки                                               |       |        | Матвій 1612–1619        | 1615, 1616                      |
| 1 марка                                               |       |        | Фердинанд ІІ 1619–1637  | 1619-1621, 1631, 1633           |
| 3 марки                                               |       |        | Фердинанд ІІ 1619–1637  | 1619, 1626, 1631                |
| 6 марок                                               |       |        | Фердинанд ІІ 1619–1637  | 1619-1621                       |
| 1 марка                                               |       |        | Фердинанд ІІІ 1637–1657 | 1643, 1645, 1648                |
| 2 марки                                               |       |        | Фердинанд ІІІ 1637–1657 | 1639-1641, 1645—1647, 1649—1650 |
| 3 марки                                               |       |        | Фердинанд ІІІ 1637–1657 | 1639-1641                       |
| 4 марки                                               |       |        | Фердинанд ІІІ 1637–1657 | 1640, 1642, 1644—1648           |
| 1 марка                                               |       |        | Йосип І 1705–1711       | 1707                            |
| 2 марки                                               |       |        | Йосип І 1705–1711       | 1707                            |
| 3 марки                                               |       |        | Йосип І 1705–1711       | 1707                            |
| 1 марка                                               |       |        | Карл VI 1711–1740       | 1727-1728                       |
| 2 марки                                               |       |        | Карл VI 1711–1740       | 1727-1728                       |
| 3 марки                                               |       |        | Карл VI 1711–1740       | 1728                            |
| 1 марка                                               |       |        | Франц І 1745–1765       | 1753                            |
| 2 марки                                               |       |        | Франц І 1745–1765       | 1753                            |
| 3 марки                                               |       |        | Франц І 1745–1765       | 1754                            |

## «Сліпий» відбиток

«Сліпий відбиток» 2 марки

Термін «сліпий відбиток» (нім. Blinde Bauschen) ввів німецький нумізмат Юліус Менад'єр. Цим терміном він схарактеризував стерті срібні монети, на яких надкарбовувався відтиск з новим значенням номіналу. Такі сліпі відтиски, без зазначеної на них дати, карбувалися в Аахені за часів імператора Священної Римської імперії Леопольда І (1658-1705). У 1656 році в Аахені сталася велика пожежа, яка призвела до занепаду міста. Імовірно, що такі монети карбувалися наспіх при вимушених обставинах. Відомі такі номінали «сліпих» монет: 1, 2, 3, 6 та 12 марок.

## Збори або презентації радників
На початку XIII століття у північних землях Німеччини в підвалах будинків уряду почали будуватися винні кельні, які швидко набули популярності серед членів уряду. Зазвичай члени ради надсилали свого «платіжоспроможнього радника» (нім. Zahlmittel) для домовленості з торговцем щодо продовження зборів ради із кухлем вина після напруженої денної сесії. «Платіжоспроможні радники», мали підтвердити збори радників (нім. Ratspräsenzen) і те, що у них вистачає «радних» грошей (нім. Ratszeichen) для розрахунків за спожиту продукцію.
У конституції Аахена від 25 листопада 1450 року зазначалося у який спосіб регулювати проблеми радників. Зокрема в ньому згадувалось і про збори радників. У 1497 році в середньовічних документах вперше згадується про збори радників у місті Кельн. Також з історичних джерел відомо, що наприкінці XVI століття посадові особи міст отримували як компенсацію, так звані «бюлетені» (нім. Bolletten) компенсації. У 1622 році в Аахені відбулися перші збори радників з метою обговорення бюлетенів, тобто яким чином розпоряджатися ними. Але в історії міста немає відомостей про засідання радників у повному складі. Велика рада Аахена складалася із 129 осіб, мала — з 41 члени ради. Якщо у винних кельнях і відбувалися збори, то у невеликій кількості радників.
В Аахені для таких закладів виготовлялися окремі грошові знаки з розрахунком однієї монети за кількість винної рідини. Наприклад, 1 літр вина коштував 1 монету номіналом у 8 марок. Для потреб на «збори радників» друкувалися купони (нім. Gedruckter Coupons), та виготовлялися токени зі срібла та міді. Токени для потреб на «збори радників» карбувалися з 1597 по 1756 роки. До 1711 року значення номіналу на токенах не вказувалася. З 1711 року карбувалися токени номіналом у 8, 16 та 32 марки. Такий підхід був взаємовигідним як для споживача, так і для торговця. Винні токени відрізнялися від державних монет дизайном, легендою, але як і обігові монети за еталон на виготовлення срібних токенів слугувала кельнська марка. Токени-марки були відповідними за значенням до обігових марок, що не створювало перепон при обміні їх на обігові гроші торговцями.

8 марок, 1752 року, Франц І
16 марок, 1711 року, Йосип І
32 марки, 1752 року, Франц І

## Ануляція монет
У 1815 році після Віденського конгресу Королівство Пруссія анексувало Ааахен. В Аахені відбулася девальвація — аахенська валюта замінилася на пруську. Грошові знаки Аахена анулювалися штемпелем зі хрестоподібним відтиском на монеті та широким ободом по краю. Нині у музеї Боде, що у Берліні, зберігається 48 монет Аахена, з яких 14 монет зі слідами ануляції.

Монетний штемпель ануляції з широким ободом на токенах «радників»
Анульована 1 марка, зразка 1727 року. 1815 рік
Анульована 1 марка, зразка 1727 року. 1815 рік. 2-й варіант
Анульована 1 марка, зразка 1727 року. 1815 рік. 3-й варіант
Анульовані 2 марки, зразка 1727 року. 1815 рік.
Анульовані 2 марки, зразка 1727 року. 1815 рік. 2-й варіант

## «Хлібні» марки

«Хлібна» марка

Починаючи з 1820-х років у Європі, зокрема в Німеччині, були сильні посухи. Серія неврожаїв, зокрема і через часті війни, створили кризові умови, безробіття та злидні на землях Німеччини. Серед населення стали поширюватися голод та епідемії тифу. Щоб якось уникнути голоду та захворювань тифом серед робітничого класу — місцевий уряд був змушений дати розпорядження на виготовлення ерзац-монет, так-званих «хлібних» марок (нім. Brodmarke) для придбання певної кількості зерна. У 1816-1817 та в 1847 «хлібні» марки карбувалися в Ельберфельді. Згідно з конституційним законом про бідних від 20 червня 1871 року адміністративною комісією (нім. Verwaltungskommission) було вирішено виготовляти продовольчі ерзац-монети і для Аахена.

## Нотгельди

Нотгельд у 2 марки, 1920

Нотгельд у 3 марки, 1920

У 1918-1923, в період гіперінфляції в післявоєнній Веймарській республіці на німецьких землях, зокрема і в Аахені, карбувалися власні нотгельди. Цими монетами замінювали нестачу грошей, здебільшого дрібних номіналів. Нотгельди Аахена замовлялися у зовнішнього постачальника і мали різноманітність дизайнів. Так, наприклад, нотгельди номіналом в 10 (діаметр — 20,9 мм матеріал — картон, алюміній, залізо), 25 (Діаметр — 23,8 мм. Матеріал — залізо) пфенігів, а також 1 гріш (так званий «ринковий гріш», що отримав назву «жіночого гроша» (нім. Marktfrau). Діаметр 20,9 мм. Матеріал — залізо), виготовлялися на торговій фірмі Gebr. Kugel & Fink у місті Люденшайді. 50 (Діаметр — 24-24,1 мм. Матеріал — залізо, томпак), 75 пфенігів (Діаметр — 25,5 мм. Матеріал — цинк, томпак), 2 (Діаметр — 24. Матеріал — латунь (жовтого та червоного кольору) та 3 (Діаметр — 25,5. Матеріал — латунь (жовтого та червоного кольору) марки виготовлялися на фірмі L. Chr. Lauer у Нюрнберзі. На всіх нотгельдах, виготовлених у Нюрнберзі, зображували німецького живописця та графіка Альфреда Ретеля (1816-1859), що народився в Ахені

## Банкноти періоду гіперінфляції
Починаючи від серпня 1921 року населення Німеччини почало скуповувати іноземну валюту, що лише пришвидшило знецінення марки. У першій половині 1922 року 320 марок дорівнювали 1 долару США, а в грудні курс долара виріс у 15 разів. Окрім того, знецінена марка втратила повністю купівельну властивість, створивши неможливі умови для купівлі іноземної валюти чи золота. У листопаді 1923 року 1 долар США коштував 4.210.500.000.000 марок.
Під час гіперінфляції в Аахені друкувалися банкноти:
- 1922 рік: 500 марок;
- 1923 рік: 5, 50, 100, 500 тисяч, 1, 5, 10, 20, 50, 100 мільйонів, 1, 100 мільярдів, 1 більйон марок[23];

Водяні знаки на купюрах Аахену номіналом в 500, 100.000, 500.000, 5.000.000, 50.000.000 та 10.000.000 марок
Водяні знаки на купюрах Аахену номіналом в 1.000.000 марок
Водяні знаки на купюрах Аахену номіналом в 5.000.000, 20.000.000 марок

|  |  | 500           |              | 5 жовтня 1922 року  | Private Printers | Private Printers | Private Printers | Private Printers | Private Printers | Private Printers | Private Printers | Private Printers | Private Printers | Private Printers | Private Printers | Private Printers | Private Printers | Private Printers | Private Printers | Private Printers | Private Printers |
|  |  | 5.000         |              | 1 лютого 1923 року  |                  |                  |                  |                  |                  |                  |                  |                  |                  |                  |                  |                  |                  |                  |                  |                  |                  |
|  |  | 50.000        |              | 1 липня 1923 року   |                  |                  |                  |                  |                  |                  |                  |                  |                  |                  |                  |                  |                  |                  |                  |                  |                  |
|  |  | 100.000       |              | 1 липня 1923 року   |                  |                  |                  |                  |                  |                  |                  |                  |                  |                  |                  |                  |                  |                  |                  |                  |                  |
|  |  | 100.000       | 140 x 95 мм  | 20 липня 1923 року  |                  |                  |                  |                  |                  |                  |                  |                  |                  |                  |                  |                  |                  |                  |                  |                  |                  |
|  |  | 500.000       | 176 x 111 мм | 20 липня 1923 року  |                  |                  |                  |                  |                  |                  |                  |                  |                  |                  |                  |                  |                  |                  |                  |                  |                  |
|  |  | 1.000.000     |              | 20 липня 1923 року  |                  |                  |                  |                  |                  |                  |                  |                  |                  |                  |                  |                  |                  |                  |                  |                  |                  |
|  |  | 5.000.000     |              | 20 липня 1923 року  |                  |                  |                  |                  |                  |                  |                  |                  |                  |                  |                  |                  |                  |                  |                  |                  |                  |
|  |  | 5.000.000     |              | 20 липня 1923 року  |                  |                  |                  |                  |                  |                  |                  |                  |                  |                  |                  |                  |                  |                  |                  |                  |                  |
|  |  | 10.000.000    |              | 20 липня 1923 року  |                  |                  |                  |                  |                  |                  |                  |                  |                  |                  |                  |                  |                  |                  |                  |                  |                  |
|  |  | 20.000.000    |              | 20 липня 1923 року  |                  |                  |                  |                  |                  |                  |                  |                  |                  |                  |                  |                  |                  |                  |                  |                  |                  |
|  |  | 50.000.000    |              | 20 липня 1923 року  |                  |                  |                  |                  |                  |                  |                  |                  |                  |                  |                  |                  |                  |                  |                  |                  |                  |
|  |  | 100 мільйонів |              | 20 липня 1923 року  |                  |                  |                  |                  |                  |                  |                  |                  |                  |                  |                  |                  |                  |                  |                  |                  |                  |
|  |  | 1 мільярд     |              | 12 жовтня 1923 року |                  |                  |                  |                  |                  |                  |                  |                  |                  |                  |                  |                  |                  |                  |                  |                  |                  |
|  |  | 100 мільярдів |              | 12 жовтня 1923 року |                  |                  |                  |                  |                  |                  |                  |                  |                  |                  |                  |                  |                  |                  |                  |                  |                  |
|  |  | 1 більйон     |              | 12 жовтня 1923 року |                  |                  |                  |                  |                  |                  |                  |                  |                  |                  |                  |                  |                  |                  |                  |                  |                  |

## Пам'ятні монети сучасності

ФРН, 10 марок, 2000 рік. 1200 років Аахенському палацу Карла Великого

- Номінал — 10 марок
- Серія — З нагодин 1200-річчя завершення будівництва Карлом Великим Аахенського палацу.
- Країна — ФРН
- Монетні двори — A, D, F, J, G
- Металл — Ag 0.925
- Діаметр — 32.5 мм
- Вага — 15.50 гр.
- Спільний тираж — 3.815.000
- Якість карбування — Proof
- Рік карбування — 2000[24]